# Grippeimpfung
Die Grippeimpfung, auch als Grippeschutzimpfung bezeichnet, ist eine Impfung gegen die Viruserkrankung Influenza („echte Grippe“).
Infektionen mit dem Influenzavirus sind sehr häufig, so in England jährlich bei etwa 18 % der Bevölkerung. Bereits mit sechs Jahren haben nahezu alle Kinder in den Niederlanden Infektionen mit mindestens einem der Virus-Subtypen durchgemacht. Zwar erkrankt durchschnittlich nur etwa ein Drittel der Infizierten mit Fieber und die meisten der Infizierten erholen sich innerhalb einer Woche ohne medizinische Maßnahme von den Symptomen. Aber die große Häufigkeit der Infektionen führt doch zu einer bedeutsamen Zahl gefährlicher Komplikationen insbesondere bei Älteren und Vorerkrankten und zu einer weltweiten Belastung der Gesundheitssysteme und Wirtschaft.
Erste Impfungen der allgemeinen Bevölkerung erfolgen daher bereits seit 1942. Die Impfung soll vor Beginn der Influenza-Saison erfolgen, also auf der Nordhalbkugel vorzugsweise in den Monaten Oktober und November. Aufgrund der Vielzahl von Virusstämmen und der Schwierigkeit, vorherzusagen, welche davon prävalent werden, liegt die Wirksamkeit der bisher zugelassenen Influenzaimpfstoffe unter starken Schwankungen im Durchschnitt bei ca. 50 %; sie liegt damit seit Jahrzehnten deutlich unterhalb derjenigen von Impfstoffen gegen andere Erreger. Es gibt aber bisher keinen besseren medizinischen Schutz gegen Influenza. Die bisherigen Influenzaimpfstoffe müssen jährlich neu an die gerade zirkulierenden Influenza-Viren angepasst werden, daher wird empfohlen, sich jedes Jahr neu zu impfen. Der Impfstoff wird meist in einen Muskel gespritzt (intramuskulär), es gibt aber auch Produkte, die in die Haut (intradermal) bzw. unter die Haut (subkutan) gespritzt oder in die Nase gesprüht werden. Es werden bisher trivalente Vakzine (Dreifach-Impfstoffe) und quadri-/tetravalente Vakzine (Vierfach-Impfstoffe) verwendet, um Schutz vor den wichtigsten drei oder vier zirkulierenden Virenstämmen zu ermöglichen.
Die Influenza-Impfung schützt nicht vor den harmloseren „grippalen Infekten“ (auch: „Erkältungen“ oder „Verkühlungen“), da sie von anderen Erregern hervorgerufen werden. Auch ein Schutz vor dem SARS-CoV-2-Virus, das die COVID-19-Erkrankung auslösen kann, wird durch die Grippeimpfung nicht gewährt, jedoch reduziert sie eine mögliche Überlastung der Krankenhäuser durch schwere Grippeverläufe sowie das Risiko einer gleichzeitigen Infektion von Grippe und Corona.

## Impfindikationen

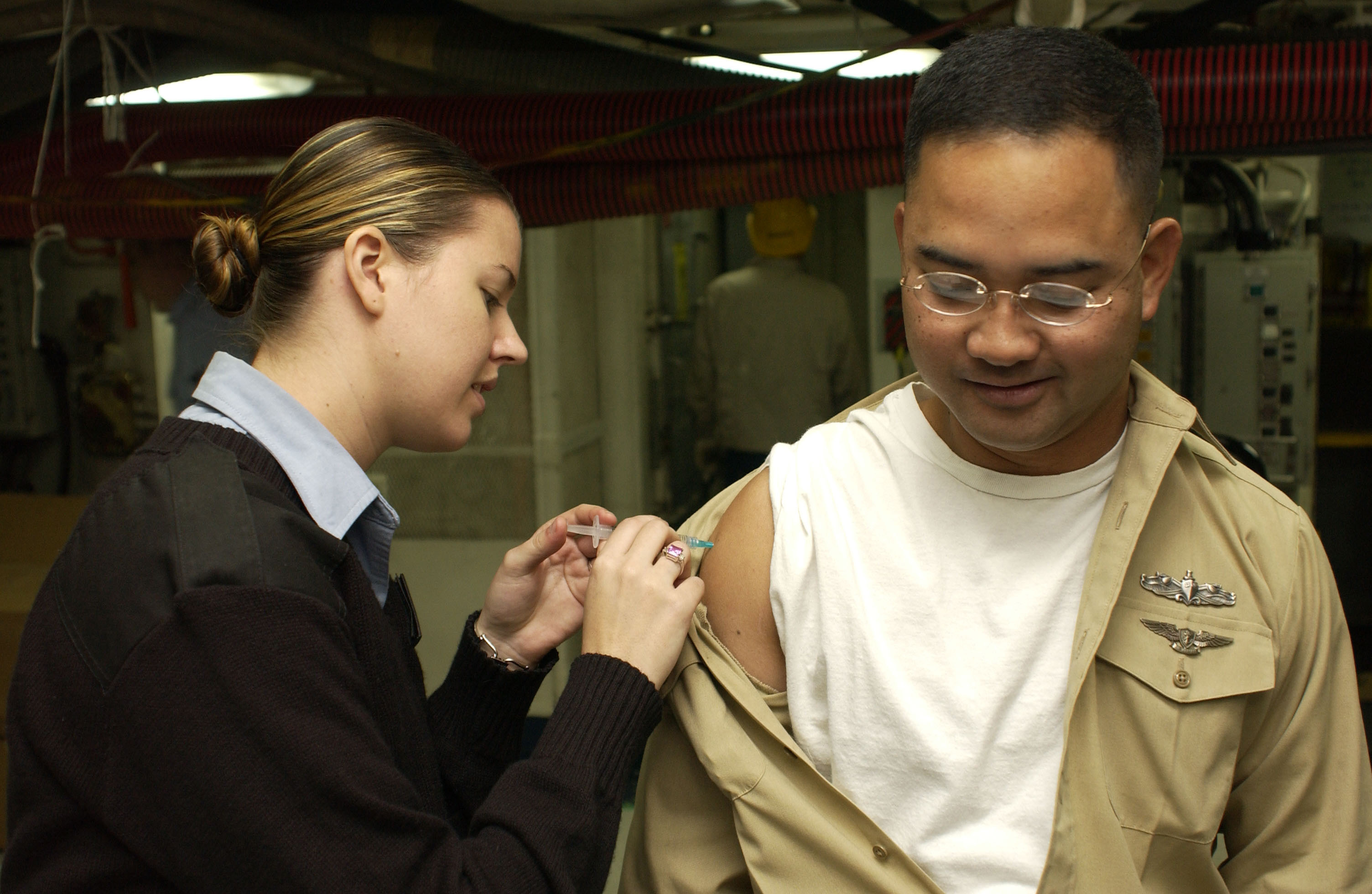
Influenzaimpfung beim US-amerikanischen Militär: Der Impfstoff wird in den Deltamuskel injiziert.

### WHO
Derzeit empfiehlt die Weltgesundheitsorganisation (WHO) Influenzaimpfungen für
- Schwangere zu jedem Zeitpunkt der Schwangerschaft (auch im ersten Trimenon)
- Kinder zwischen 6 Monaten und 5 Jahren
- Personen über 65 Jahren
- Personen mit chronischen Erkrankungen
- Beschäftigte im Gesundheitswesen.

### In Deutschland
Die beim Robert Koch-Institut angesiedelte Ständige Impfkommission (STIKO) empfiehlt derzeit die Impfung für
- alle Personen ab 60 Jahre (sogenannte Standard-Indikation, kurz „S“)

sowie unter bestimmten Bedingungen für weitere Personen (sogenannte Indikations-Impfungen, kurz „I“):
- alle Schwangeren abweichend von der WHO in der Regel erst ab dem 2. Trimenon, damit die im ersten Trimenon ohnehin gehäuft vorkommenden Fehlgeburten nicht der Impfung angelastet werden.[15] Bei erhöhter gesundheitlicher Gefährdung infolge eines Grundleidens sollen sich Schwangere allerdings bereits im 1. Trimenon impfen lassen.
- Personen mit erhöhter gesundheitlicher Gefährdung infolge eines Grundleidens (wie z. B. chronische Krankheiten der Atmungsorgane, Herz- oder Kreislaufkrankheiten, Leber- oder Nierenkrankheiten, Diabetes oder andere Stoffwechselkrankheiten, chronische neurologische Grundkrankheiten wie z. B. Multiple Sklerose mit durch Infektionen getriggerten Schüben, angeborene oder erworbene Immundefizienz oder HIV)
- Bewohner von Alters- oder Pflegeheimen
- Personen, die als mögliche Infektionsquelle im selben Haushalt lebende oder von ihnen betreute Risikopersonen gefährden können. Als Risikopersonen gelten hierbei Personengruppen mit Grundkrankheiten, bei denen es Hinweise auf eine deutlich reduzierte Wirksamkeit der Influenza-Impfung gibt, wie z. B. Personen mit dialysepflichtiger Niereninsuffizienz oder Personen mit angeborener oder erworbener Immundefizienz bzw. -suppression.
- Personen mit erhöhter Gefährdung (z. B. medizinisches Personal)
- Personen in Einrichtungen mit umfangreichem Publikumsverkehr
- Personen, die als mögliche Infektionsquelle für von ihnen betreute Risikopersonen fungieren können.
- Personen mit direktem Kontakt zu Geflügel und Wildvögeln (die Impfung schützt zwar nicht vor der Vogelgrippe, aber es werden damit problematische Doppelinfektionen vermieden)

sowie als sogenannte Reise-Indikation (kurz „R“) für
- Reisende, die weder der Standard- noch der Indikations-Gruppe angehören, nach Risikoabwägung entsprechend Exposition und Impfstoffverfügbarkeit.

In diesen Gruppen sollte die Durchimpfungsrate auf über 70 % gesteigert werden. Tatsächlich ließen sich in der Saison 2016/17 nur knapp 35 % der Personen ab 60 Jahre impfen. In den Saisons 2008/09 und 2009/10 war in Deutschland noch knapp die Hälfte aller Menschen dieser Altersgruppe gegen Influenza geimpft. Danach gingen die Zahlen zurück. Seit der Saison 2012/13 scheinen die Impfquoten auf einem Niveau zu stagnieren – bei gut einem Drittel aller Menschen über 60.
Der Gemeinsame Bundesausschuss (G-BA) als höchstes Gremium der gemeinsamen Selbstverwaltung im Gesundheitswesen Deutschlands beschließt die Übernahme der Kosten für die Grippeimpfung für alle gesetzlich Versicherten, für die sie durch die STIKO empfohlen ist, als jährliche Impfung im Herbst mit einem Impfstoff mit aktueller, von der WHO empfohlener Antigenkombination. Für privat Krankenversicherte gelten ähnliche Regelungen.
In Baden-Württemberg wird die Grippeimpfung abweichend durch das Sozialministerium ohne Einschränkung empfohlen. Die gesetzlichen Krankenkassen übernehmen deshalb auf freiwilliger Basis die Kosten für alle Versicherten.
Seit der Herbst- und Wintersaison 2022 ist es den öffentlichen Apotheken flächendeckend erlaubt, Grippeschutzimpfungen durchzuführen („Regelversorgung“). Bisher waren Influenza-Impfungen in der Apotheke nur in regional begrenzten Modellvorhaben möglich.

### In Österreich
Die Agentur für Gesundheit und Ernährungssicherheit (AGES) überwacht die Influenzasituation in Österreich über ein Influenza-Surveillance-System. Dieses erfasst Daten aus einem klinischen und einem virologischen Sentinelsurveillance-System sowie aus Meldungen von Influenzavirusnachweisen von fünf virologischen Laboratorien. Das Bundesministerium für Arbeit, Soziales, Gesundheit und Konsumentenschutz veröffentlicht die Stellungnahmen des Nationalen Impfgremiums auch bezüglich Influenza. Für die Saison 2018/2019 wird die Influenzaimpfung gemäß „Impfplan Österreich 2019“ empfohlen
- „grundsätzlich“ für alle Personen ab dem vollendeten 6. Lebensmonat

„besonders dringlich“ für
- Personen mit erhöhter Gefährdung infolge einer chronischen Erkrankung (chronische Lungen-, Herz-, Kreislauferkrankungen außer Hypertonie), Erkrankungen der Nieren, neurologische Erkrankungen, Stoffwechselkrankheiten (einschließlich Diabetes mellitus) und bei Immundefekten
- hospitalisierte Personen mit erhöhter Gefährdung für Influenza-Komplikationen
- Kinder/Jugendliche ab dem 7. Lebensmonat bis zu 18 Jahren unter Langzeit-ASS-Therapie (zur Verhütung eines Reye-Syndroms im Rahmen einer fieberhaften Influenza; es ist zu beachten, dass unter dieser Therapie eine Lebendimpfung altersunabhängig kontraindiziert ist)
- stark übergewichtige Personen (Body-Mass-Index (BMI) ≥ 40)
- Personen mit HIV-Infektion oder anderen immunsuppressiven Erkrankungen oder Therapien
- Bei schwerer T-Zell- oder B-Zell-Suppression durch Immunsuppressiva/Biologika (z. B. Antikörper gegen CD20-positive B-Zellen): Impfung ein Monat vor Therapiebeginn
- Schwangere und Frauen, die während der Influenzasaison schwanger werden wollen
- Personen im Umfeld von Neugeborenen
- Personen ab dem vollendeten 50. Lebensjahr
- Betreuungspersonen (z. B. in Spitälern, Altersheimen und im Haushalt) und Haushaltskontakte der zuvor genannten Risikogruppen
- Personen aus Gesundheitsberufen
- Personen mit häufigem Publikumskontakt
- alle Reisenden: Impfung spätestens ca. 2 Wochen vor Reiseantritt für Schutz während der Reise (z. B. am Flughafen, im Flugzeug) und am Reiseziel

### In der Schweiz
Im Jahr 2014 legte das Bundesamt für Gesundheit (BAG) des Eidgenössischen Departement des Innern (EDI) nach Analyse bisheriger Schwächen der Influenza-Prävention das Projekt „Nationale Strategie zur Grippeprävention“ (GRIPS) auf. Das Ziel ist, die Anzahl der durch die saisonale Grippe bedingten schweren Erkrankungen insbesondere bei Personen mit erhöhtem Komplikationsrisiko zu senken.
Außerdem gibt das Bundesamt für Gesundheit beraten durch die Eidgenössische Kommission für Impffragen (EKIF) im Rahmen seiner Richtlinien und Empfehlungen den jeweiligen „Schweizerischen Impfplan“ heraus. Darin heißt es (Stand 2019) zur Influenzaimpfung lediglich: „Die Grippeimpfung wird allen Personen ab 65 Jahren empfohlen“.
Deutlich weiter gefasst sind die Empfehlungen des BAG an anderer Stelle:
Dort wird die Grippeimpfung derzeit empfohlen für „Personen mit erhöhtem Komplikationsrisiko“:
- Menschen ab 65
- schwangere Frauen
- frühgeborene Kinder bis zwei Jahre
- Menschen mit chronischen Erkrankungen

Außerdem gilt die Impfempfehlung derzeit für
- alle, die in regelmäßigem, nahem Kontakt zu vorgenannten Personen stehen, u. a. nahe Angehörige, Säuglingsbetreuende und Gesundheitsfachpersonen

Laut BAG schützt die Grippeimpfung nicht in jedem Fall: „Bei gesunden jüngeren Erwachsenen senkt sie das Erkrankungsrisiko um 70–90 %, bei Seniorinnen und Senioren um 30–50 %“.
Nach der Impfung seien die Symptome aber „oft abgeschwächt“ und „schwere Komplikationen seltener“.
Des Weiteren hält beispielsweise InfoVac, eine nicht-amtliche anerkannte unabhängige Plattform für Impffragen, Informationen und Empfehlungen auch zur Influenza bereit. Infovac empfiehlt (unverändert seit 2013) die Influenzaimpfung „für alle“ empfohlen und für „Personen mit einem erhöhten Komplikationsrisiko“, eine Gruppe, die also weiter gefasst wird als etwa vom BAG.

### Schwangere
Eine Influenzainfektion mit klinischen Symptomen während der Schwangerschaft verdoppelt nahezu das Risiko von Fehl- oder Totgeburten. Durch die Influenzaimpfung der Schwangeren steigt das Risiko von Fehlgeburten nicht. Ob allerdings eine Influenzaimpfung die Häufigkeit einer klinisch symptomatischen Influenza der Schwangeren verringert und/oder für das Ungeborene und den Säugling von Vorteil ist, wird in Metaanalysen und großen Studien widersprüchlich beurteilt.
Ein seit 2019 in Deutschland zugelassener Impfstoff ist durch Impfung der schwangeren Frau zur passiven Immunisierung von Säuglingen unter sechs Monaten zugelassen. Die bei der Schwangeren gebildeten Antikörper werden hierbei über die Placenta an das Ungeborene übertragen, so dass das Neugeborene bis zu einem Alter von weniger als sechs Monaten einen passiven Schutz hat (Nestschutz).

### Stillende
Frauen, die stillen und gegen Influenza geimpft werden, geben über die Muttermilch Antikörper gegen Influenza an das Kind weiter. Dadurch wird bei den Kindern, die zur Impfung selbst noch zu jung sind, ein gewisser Schutz gegen Influenza bewirkt.

### Kleinkinder und Jugendliche
Das Risiko für gesunde Säuglinge und Kleinkinder, während der Grippesaison aufgrund von Erkrankungen des Atemtrakts in ein Krankenhaus aufgenommen werden zu müssen, ist ähnlich hoch wie bei erwachsenen Hochrisikopatienten oder bei Älteren. Influenzaimpfungen von gesunden Kindern unter 2 Jahren können ihr Risiko, an Influenza zu erkranken, nur gering mindern, ähnlich bescheiden ist der Impfschutz im Alter zwischen 2 und 17 Jahren.

### Gesunde Erwachsene
Für gesunde Erwachsene unter 60 Jahren ist die Wahrscheinlichkeit, nach Infektion mit dem Influenzavirus bedeutsame Krankheitszeichen zu entwickeln, gering. Dennoch ist es medizinisch in der Regel wegen der guten Verträglichkeit des Impfstoffs vertretbar, solche Menschen gegen Influenza zu impfen. In der Hoffnung, den Krankenstand während einer Grippesaison zu reduzieren, bieten viele Firmen ihren Beschäftigten während der Arbeitszeit kostenlos eine Grippeimpfung an.

### Intensive Epidemie und Pandemie
Bei einer drohenden „intensiven Epidemie“ und Pandemie empfehlen die WHO und die Gesundheitsbehörden Impfungen gegen Influenza in erweitertem Umfang und mit möglicherweise angepasstem Impfstoff. Mit Blick auf die Zukunft hat die WHO nach der Pandemie H1N1 2009/10 („Schweinegrippe“) festgestellt, dass die derzeitigen Impfungen, Behandlungsverfahren und Kontrollen nur „begrenzt“ geeignet sind, und mit dem Ziel einer Verbesserung das Projekt „Global influenza strategy 2019–2030“ gestartet.

## Ergänzung durch Pneumokokken-Impfung
Eine der gefährlichsten Komplikationen einer Influenza-Erkrankung ist die Besiedelung der durch das Virus vorgeschädigten Luftwege mit Bakterien, vor allem mit Pneumokokken. Die dann entstehende Pneumokokken-Pneumonie kann vor allem bei Patienten mit chronischen Krankheiten und bei Älteren lebensgefährlich verlaufen. Pneumokokkenimpfungen in Verbindung mit Grippeimpfungen senken das Risiko von Pneumokokken-Pneumonien und tödlichen Verläufen im Vergleich zu Pneumokokken-Impfungen allein, zu Grippeimpfungen allein und zu Placebo.

## Kontraindikationen
Der Grippeimpfstoff wird bisher meist unter Einsatz von bebrüteten Hühnereiern produziert und enthält daher Spuren von Hühnereiweiß. Aber bei immerhin etwa 1,3 % aller Kinder und 0,2 % aller Erwachsener besteht eine Allergie gegen Hühnereiweiß. So kommt es nach etwa 1 von 1,3 Millionen Impfungen mit den bisher führenden Influenzaimpfstoffen zu schweren allergischen Reaktionen wie einer Anaphylaxie. Personen, die bekanntermaßen nur mit leichten Symptomen auf den Konsum von Hühnereiweiß reagieren, können ohne besondere Vorsichtsmaßnahmen mit allen zugelassenen Influenza-Impfstoffen geimpft werden. Personen mit bekannter schwerer Allergie gegen Hühnereiweiß sollten nur dann mit Hühnerei-basierten Influenzaimpfstoffen geimpft werden, wenn eine klinische Überwachung nach der Impfung und die Behandlung einer ggf. auftretenden anaphylaktischen Reaktion gesichert sind. Eine Alternative ist Influenza-Impfstoff, der auf Zellkulturen hergestellt und somit frei von Hühnereiweiß ist.
Kontraindiziert ist die Impfung ebenso bei bekannten schweren Überempfindlichkeitsreaktionen gegen andere Impfstoffbestandteile, wie Konservierungsstoffe und Adjuvanzien. Für diese Patienten oder immunosupprimierte Patienten, bei denen keine ausreichende Antikörperantwort zu erwarten ist, steht während Epidemiezeiten Oseltamivir oder Zanamivir zur Verfügung, wodurch die Infektionshäufigkeit etwas verringert wird.

## Wirksamkeit
Die Zahl der Veröffentlichungen zur Wirksamkeit der Influenza-Impfung ist groß. Bei den meisten Studien handelt es sich um retrospektive Beobachtungsstudien vor allem in Form von „Test-negativen Fall-Kontroll-Studien“ (test-negative case-control studies, kurz test negative design). Dabei werden Daten von Patienten ausgewertet, die in einem bestimmten Zeitraum ärztliche Behandlung wegen „Grippesymptomen“ aufgesucht haben. Es wird festgestellt, ob sich bei ihnen Influenzaviren nachweisen lassen oder nicht. Aus der Anzahl von Geimpften mit Influenzaviren („Fälle“, englisch cases) und von Geimpften ohne Influenzaviren („Kontrollen“, engl.: control) lässt sich ableiten, wie wirksam die Impfung ist, wenn auch nur grob.
Die überwältigende Mehrheit der Studien zur Wirksamkeit der Influenzaimpfung erfüllt daher anerkannte Ansprüche an hohe Qualität (vgl. Jadad-Skala) nicht. So fanden die Autoren einer 2012 an der Universität von Minnesota durchgeführten Metaanalyse zwar nahezu tausend Veröffentlichungen zur Auswirkung der Infektion und der Impfung. Aber nur 31 davon waren wegen ihrer Qualität wirklich auswertbar (eligible). Vor allem Veröffentlichungen zur Frage, inwieweit die Influenza-Impfung die Sterblichkeit von mindestens 65-Jährigen verringert, führten aufgrund der Anlage der Studie zu falschen Annahmen (mired). So wurde in vielen dieser Studien die geltend gemachte Verringerung der Sterblichkeit vorgetäuscht durch Verzerrungen bei der Auswahl der Probanden im Sinne eines healthy vaccine recipient effect (auch: healthy vaccinee effect, analog zum Healthy-Worker-Effekt). Die Autoren machen darauf aufmerksam, dass die Überschätzung der Impf-Wirkung einerseits das Vertrauen der Öffentlichkeit in Impfungen allgemein beschädigt und anderseits die Entwicklung tatsächlich besser wirksamer Impfstoffe, die dringend (urgent) sei, behindert.
In der vorgenannten Metaanalyse von 31 Studien zeigte sich: Die trivalenten Influenza-Impfstoffe (TIV) boten durchschnittlich nur einen mäßigen (moderate) Schutz, der in manchen Saisons noch weiter verringert wird oder ganz fehlt (absent). Die Wirksamkeit sowohl bei der besonders schutzbedürftigen Altersgruppe von mindestens 65 Jahren als auch bei Kindern zwischen 2 und 17 Jahren ist unzureichend belegt.
Eine Cochrane-Metaanalyse von 2014 untersuchte den Vorteil einer Grippeimpfung für Erwachsene einschließlich schwangerer Frauen und fand einen nur sehr geringen Effekt auf Influenzasymptome und Zahl der Krankheitstage.
Eine Metaanalyse der Cochrane Collaboration ebenfalls von 2012 bestätigte, dass es für Kinder unter 2 Jahren keine ausreichend aussagekräftigen Studien zur Wirksamkeit der Influenza-Impfung gibt.
2006 untersuchte eine Metaanalyse der Cochrane Collaboration den Nutzen von Impfungen für Pflegekräfte von älteren Patienten. Kritisiert wurde die schlechte Qualität des Studiendesigns vieler Untersuchungen. Als wesentliche Aussage wurde zusammengefasst, dass es durch die Impfungen zu keiner Reduktion von Influenza und Infekten des unteren Atemtrakts kam. Dagegen war unter den Geimpften im Vergleich zu den Ungeimpften die Sterblichkeit geringer, sowohl insgesamt als auch durch sonstige Lungenentzündungen.
Eine Metaanalyse aus dem Jahr 2014 zeigte, dass es bei über 60-Jährigen nach Impfungen gegen saisonale Influenza weniger Atemwegserkrankungen, Lungenentzündungen, Krankenhausaufnahmen und Todesfälle gab. Dieser Effekt war unabhängig davon, ob der genutzte Impfstoff den zirkulierenden Grippeviren entsprach oder nicht.
Eine Cochrane-Metaanalyse aus dem Jahr 2018 mit Daten aus Europa und USA zwischen 1965 und 2000 ergab: In der durch eine Influenza-Infektion besonders gefährdeten Altersgruppe der mindestens 65-Jährigen senkt die Impfung die Häufigkeit einer Infektion in einer Saison von etwa 6 % auf 2,4 %, d. h um 60 %.
Die US-amerikanische Behörde Centers for Disease Control and Prevention (CDC) veröffentlichen seit 2005 jedes Jahr auf der Grundlage von Test-negativen Fall-Kontroll-Studien Daten zur Wirksamkeit dortiger Influenza-Impfungen. Die Wirksamkeit lag zwischen 2004/2005 und 2017/2018 durchschnittlich unterhalb von 41 %.
Für Deutschland veröffentlicht die Arbeitsgemeinschaft Influenza (AGI), ein Netzwerk aus mehreren hundert ärztlichen Praxen, Impfstoff-Anbietern und dem federführenden Robert Koch-Institut, seit Jahren einen „Bericht zur Epidemiologie der Influenza in Deutschland“. Laut Bericht für die Saison 2017/2018 lag die Wirksamkeit der Influenzaimpfung gegen den in der Saison 2013/2014 häufig zirkulierenden Subtypen A (H3N2) bei minus 66 % (-187 bis 17 %), Geimpfte waren also nicht etwa seltener, sondern deutlich häufiger mit diesem Virus infiziert als Ungeimpfte. In der Saison 2017/2018 kamen gemäß WHO-Empfehlung Dreifachimpfstoffe zur Anwendung, in denen der B/Phuket/3073/2013-ähnliche Stamm (Yamagata-Linie) des Influenza-Virus, der im Dreifachimpfstoff der Saison 2015/16 noch enthalten war, durch B/Brisbane/60/2008 ersetzt worden war. Tatsächlich machte die Yamagata-Linie aber 59 % der zirkulierenden Influenza-Viren aus. Daher betrug in der Saison 2017/2018 die Schutzwirkung durchschnittlich nur 15 %. Insgesamt lag in den Saisons 2012/13 bis 2017/18 die Wirksamkeit der Influenzaimpfungen in Deutschland durchschnittlich unterhalb von 50 %. Das RKI fasste zusammen, die Schutzwirkung der Grippeimpfung sei „grundsätzlich nicht so hoch wie bei anderen Impfungen“. Bei älteren Menschen habe sie „eine Wirksamkeit von 40 bis 60 Prozent. Es gibt auch Jahre, in denen die Schutzwirkung noch geringer ausfällt.“ Die AGI empfiehlt daher, während saisonaler Grippewellen bei Symptomen einer akuten Atemwegserkrankung auch bei geimpften Personen an Influenza zu denken.
Die WHO hatte für 2018/2019 tri- und quadrivalente (tetravalente) Influenza-Impfstoffe empfohlen mit dem Hinweis, dass sie keinen der beiden Varianten bevorzuge. Die STIKO wich aber davon ab und empfahl am 11. Januar 2018 für 2018/2019 nur noch tetravalente Impfstoffe. Das RKI machte am 16. Januar 2018 öffentlich Hoffnung, es sei in Zukunft in Form des Vierfachimpfstoffes „ein besserer Impfstoff“ verfügbar. Der Gemeinsame Bundesausschuss schloss sich der Empfehlung der STIKO am 5. April 2018 an und ließ in die SI-RL aufnehmen, dass für alle Impfstoffe der Saison 2018/2019 verbindlich nur quadrivalente Impfstoffe zu Lasten der gesetzlichen Krankenversicherung erstattungsfähig sind. Wie schon die Empfehlung der WHO in der vorigen Saison erwies sich die von der WHO abweichende Entscheidung des G-BA allerdings als medizinisch ungeeignet. Unter den ein halbes Jahr später zirkulierenden Viren der Saison 2018/2019 machten die vom B-Typ nur etwa 1 % aus. Fast 99 % waren vom Typ A, überwiegend A(H1N1)pdm09. Daher war die in Deutschland obligatorische zusätzliche Typ-B-Komponente trotz erhöhter Kosten für den Impfstoff ohne entsprechenden medizinischen Vorteil. Die Wirksamkeit der Influenzaimpfstoffe war vielmehr in der Saison 2018/2019 ähnlich unbefriedigend wie in der vorigen Saison: In den USA betrug sie durchschnittlich für alle Influenzavirus-Typen und Altersgruppen bei Patienten nur 47 %, lag bei Patienten von mindestens 50 Jahren nur bei 24 % und in einigen Untergruppen wurde sogar festgestellt, dass unter den wegen Beschwerden an den Atemwegen behandelten Patienten deutlich mehr Geimpfte als Ungeimpfte waren. In elf Staaten der EU (einschließlich Deutschland) lag bis Januar 2019 die Wirksamkeit gegen das fast ausschließlich zirkulierende Typ-A-Virus lediglich zwischen 32 % und 43 % bei ambulanten Patienten und (ohne Daten aus Deutschland) nur bei 38 % bei stationären Patienten. Dieser geringe Impfschutz für alle Geimpften beruht darauf, dass der Impfstoff gegen Influenza A/H1N1 (dem häufigsten Subtyp dieser Saison) gerade bei Älteren in einigen Untergruppen ohne Wirkung war, obwohl die Antigene der Impfstoffe gut mit den zirkulierenden Wild-Viren vom Typ A/H1N1 übereinstimmten. Ebenfalls erwiesen sich die Impfstoffe gegen den (weniger oft zirkulierenden) Subtypen A(H3N2) in allen Altersgruppen als meist wirkungslos. Es kam sogar wie schon in den Saisons 2013/2014 und 2017/2018 auch in der Saison 2018/2019 dazu, dass in Teilen der geimpften Bevölkerung die Häufigkeit von Influenza-Infektionen deutlich höher war als in der ungeimpften Bevölkerung, für sie also statistisch eine Erhöhung des Influenza-Risikos durch die Impfung bestand.
2019 veröffentlichte das European Centre for Disease Prevention and Control, eine Behörde der EU, eine Metaanalyse und kam zu einem ähnlichen Ergebnis wie die US-amerikanische CDC: Die Wirksamkeit der in den Saisons 2008/2009 bis 2016/2017 eingesetzten Impfstoffe gegen die jeweils zirkulierenden Viren lag nur zwischen etwa 30 und 60 %. In der Saison 2018/2019 lag der Schutz gegen den am häufigsten nachgewiesenen Sub-Typ A/H1N1pdm09 gerade bei Geimpften über 64 Jahre, die durch Influenza besonders gefährdet sind, je nach Staat lediglich zwischen 0 % und 37 %. Gegenüber dem seltener nachgewiesenen Sub-Typ A(H3N2) bot der Impfstoff sogar in allen Altersgruppen keinen Schutz.
Das deutsche Institut für Qualität und Wirtschaftlichkeit im Gesundheitswesen (IQWiG), dessen amtlicher Auftrag es ist, der allgemeinen Öffentlichkeit mit Gesundheitsinformationen zu helfen, Vor- und Nachteile wichtiger Behandlungsmöglichkeiten und Angebote der Gesundheitsversorgung zu verstehen, fasst zusammen: In Saisons mit mittlerer Verbreitung des Grippevirus erkranken ohne Influenzaimpfung 5 von 100, nach Influenzaimpfung 2 von 100 Personen.
Das Deutsche Netzwerk Evidenzbasierte Medizin wies 2019 darauf hin, dass das Patientenrechtegesetz den Bürgern das Recht auf Aufklärung und informiertes Entscheiden zusichert. Um eine informierte Entscheidung treffen zu können, müssen die möglichen Vor- und Nachteile sowie die Unsicherheiten einer medizinischen Maßnahme umfassend und in verständlicher Form präsentiert werden. Aus der aktuellen Datenlage folgert das Netzwerk Evidenz-basierte Medizin, es gebe Impfungen, deren Nutzen unbestritten ist, so die gegen Kinderlähmung und Pocken. Daneben gebe es aber Impfungen mit bisher unklarem Nutzen, darunter die gegen Influenza. Es dürfe im ärztlichen Aufklärungsgespräch nicht behauptet werden, „dass die Impfung die Erkrankung sehr effektiv und sehr sicher verhindert.“ Bezogen auf die Grippeimpfung wäre eine solche Aussage falsch.
Daten aus Dänemark mit über 600.000 an Bluthochdruck erkrankten Patienten weisen darauf hin, dass die Impfung die Mortalität in der geimpften Kontrollgruppe senken kann. Dies wird dadurch erklärt, dass eine akute Entzündung einer Influenza die Stabilität von Gefäßplaques reduzieren kann.

### Aufbau der Wirksamkeit
In der Regel dauert es 10 bis 14 Tage, bis der Schutz vollständig aufgebaut ist.

### Abhängigkeit der Wirksamkeit von früheren Antigen-Einwirkungen
Metaanalysen sowohl von Grippewellen als auch von Grippeimpfungen legen nahe, dass das menschliche Immunsystem durch erstmals zugeführte Influenza-Antigene je nach den Umständen günstig oder ungünstig hinsichtlich der Reaktion auf später einwirkende Influenza-Antigene beeinflusst wird. Dieses sog. Imprinting ist im Gegensatz etwa zur genomischen Prägung erworben. Bekannt war bisher, dass in der H1N1-Pandemie von 2009 Ältere selten erkrankten, die durch H1N1-Viren in der Zeit von 1918 bis 1957 und/oder seit 1977 infiziert worden waren. Jüngere dagegen, auf die bisher nur H3N2-Viren eingewirkt hatten, erkrankten damals trotz ihres geringeren Alters besonders häufig und schwer durch das H1N1-Virus. Ein Fall von ungünstigem Imprinting zeigte sich vermutlich in der schlechten Wirksamkeit der A(H1N1)-Komponente des Impfstoffes, der 2017/2018 verwendet wurde: Personen, die zwischen 1977 und 1985 durch die damalige Version des Wildvirus A(H1N1) immunisiert waren, bauten gegen die im Impfstoff etwas veränderten Antigene desselben Subtyps kaum schützende Antikörper auf.

### Nachlassen der Wirksamkeit durch Mutation der Saatviren
Während der Vorbereitung der Saatviren auf die spätere kommerzielle Massenvermehrung in Hühnereiern kommt es offenbar wie auch bei zirkulierenden Wildviren zu Mutationen. Als Folge kann die Antigenität der schließlich auf den Markt kommenden Impfstoffe so stark von derjenigen der ursprünglichen Saat- und der zirkulierenden Wildviren abweichen, dass die Schutzwirkung des Impfstoffes verringert ist, wie Untersuchungen für den Subtyp A(H3N2) zeigten.

### Nachlassen der Wirksamkeit während einer Saison
Bei Untersuchungen von 2010 bis 2017 zeigte sich, dass das Risiko, trotz Impfung durch das Virus infiziert zu werden, etwa drei bis fünf Wochen nach der Impfung am geringsten, die Schutzwirkung also am höchsten ist. Der Impfschutz nimmt nach Erreichen des Maximums etwa alle vier Wochen um 16 % ab, also bereits während der laufenden Influenza-Saison.

### Nachlassen der Wirksamkeit nach wiederholter Impfung
Der Impfstoff muss in jährlich neuer Zusammensetzung verabreicht werden. Allerdings ist aus Untersuchungen an Beschäftigten im Gesundheitswesen bekannt, dass wiederholte Impfungen zu einem Nachlassen der Impfwirkung führen können.
Eine im Jahr 2019 veröffentlichte Studie kommt zum Ergebnis, dass eine Grippeimpfung für die aktuelle Saison und einer Impfung in der vergangenen Saison einen erhöhten Schutz vor Influenza H1N1 und Influenza B, aber niedrigeren Schutz vor Influenza H3N2 bietet, verglichen mit nur einer Grippeimpfung in der vorhergehenden Saison. Im Vergleich zu keiner Grippeimpfung in beiden Saisonen konnte ein erhöhter Schutz vor den Virus-Subtypen H1N1, B und H3N2 für Individuen beobachtet werden, welche die Impfung für die aktuelle Saison erhielten. Individuen, die eine Impfung in beiden Saisonen erhielten, zeigten einen geringeren Schutz vor H3N2 und B, aber gleichbleibenden Schutz vor H1N1 im Vergleich zu Menschen, die nur in der aktuellen Saison die Impfung bekamen. Die Autoren der Studie merkten auch an, dass dieser Vergleich die Anfälligkeit für eine Infektion mit dem Influenzavirus in der vorherigen Saison von Menschen, welche die Grippeimpfung für die gegenwärtige Saison erhielten, nicht berücksichtigte. Des Weiteren wird betont, dass der Einfluss von wiederholten Grippeimpfungen auf die Schutzwirkung von Influenza-Subtypen von Saison zu Saison unterschiedlich sein kann und dass die Studienergebnisse für H3N2 besonders von der Grippesaison 2014–2015 beeinflusst wurden. Es sei daher notwendig, in zukünftigen Studien zur Wirksamkeit nach wiederholter Grippeimpfung die Impfchronik über mehrere Saisonen hinweg mit einzuschließen.
Eine Metaanalyse weiterer Studien bestätigte, dass durch Impfungen in jährlicher Wiederholung vor allem der Schutz vor Infektionen mit dem für Ältere besonders gefährlichen Virus-Subtyp H3N2 beeinträchtigt wird. Die Ursache sind vermutlich Antikörper gegen den Impfstoff.
Durch mehrfache Impfungen kann außerdem eine Hühnereiweißallergie hervorgerufen werden.

### Nachlassen der Wirksamkeit im Alter
Ältere gegen Influenzaviren Geimpfte entwickeln im Vergleich zu jüngeren in der Regel einen deutlich geringeren Schutz. Einer der hierfür diskutierten Gründe ist ein allgemeines Nachlassen der Fähigkeit des Immunsystems, nach Kontakt mit Antigenen eine spezifische humorale und/oder zelluläre Reaktion aufzubauen, die sogenannte Immunoseneszenz. Zugleich kommen bei Älteren weitere Gründe in Frage, so das Nachlassen der Wirksamkeit nach wiederholter Impfung und/oder durch Imprinting.

## Unerwünschte Wirkungen
Nebenwirkungen treten bei etwa 13 % der Geimpften auf. Diese beschränken sich allerdings, wie in randomisierten, kontrollierten und doppelblinden Studien festgestellt wurde, auf leichte Allgemeinbeschwerden wie Fieber, Gliederschmerzen und Mattigkeit sowie auf lokale Beschwerden wie Rötung, Schwellung oder Schmerzen an der Einstichstelle, die etwa 1 bis 3 Tage anhalten. Eine Neigung zu allergischen Reaktionen gegen Bestandteile des Impfstoffs kann zu Reaktionen führen – siehe Kontraindikationen.
Die meisten bisher zugelassenen Impfstoffe bestehen aus nicht vermehrungsfähigen Virus-Anteilen und können daher eine Influenza nicht auslösen. Der Impfstoff zum Einsprühen in die Nase dagegen besteht aus abgeschwächten Influenzaviren, ist also ein Lebendimpfstoff (LAIV). Hier besteht in einem Zeitraum von ein bis zwei Wochen nach Impfung die Gefahr der Virus-Übertragung auf stark immungeschwächte Personen. Deshalb sollte die geimpfte Person engen Kontakt zu Personen meiden, die sich z. B. nach einer Knochenmarktransplantation noch in Isolation befinden.
Im Zusammenhang mit Impfungen, so auch der Grippeimpfung, wird manchmal auf das Guillain-Barré-Syndrom (GBS), eine Erkrankung des Nervensystems mit Lähmungserscheinungen, hingewiesen. Einige Studien lassen vermuten, dass pro Jahr ein bis zwei Fälle pro einer Million Influenzaimpfungen auftreten. Das GBS tritt allerdings auch ohne Influenzaimpfung in ähnlicher Häufigkeit auf.

## Impfstoffe
Weitere Details siehe Influenzaimpfstoff

### WHO: Empfehlung zur saisonalen Zusammensetzung der Impfstoffe in jüngerer Zeit
Daten zu früheren Jahren siehe Influenzaimpfstoff
Anders als der erhoffte „Universalimpfstoff“ müssen die bisher verfügbaren Impfstoffe jede Saison neu an die zirkulierenden Influenzaviren angepasst werden. Referenzlaboratorien auf der ganzen Welt – in Deutschland das am Robert Koch-Institut angesiedelte Nationale Referenzzentrum für Influenza – untersuchen dafür kontinuierlich die zirkulierenden Influenzaviren und übermitteln ihre Ergebnisse an die WHO. Die WHO empfiehlt dann üblicherweise für die Nordhalbkugel jeweils im Februar/März, für die Südhalbkugel jeweils im September eines Jahres auf Grund dieser Meldungen bestimmte Antigen-Kombinationen.
| Nordhalbkugel | Nordhalbkugel | Südhalbkugel | Südhalbkugel |
| Saison        | Zusammensetzung | Saison       | Zusammensetzung |
| ------------- | --- | ------------ | --- |
| 2022/2023     | Hühnerei-basierte Impfstoffe - A/Victoria/2570/2019 (H1N1)pdm09-ähnlicher Stamm - A/Darwin/9/2021 (H3N2)-ähnlicher Stamm - B/Austria/1359417/2021 (B/Victoria-Linie)-ähnlicher Stamm - B/Phuket/3073/2013 (B/Yamagata-Linie)-ähnlicher Stamm Zellbasierte Impfstoffe - A/Wisconsin/588/2019 (H1N1)pdm09-ähnlicher Stamm - A/Darwin/6/2021 (H3N2)-ähnlicher Stamm - B/Austria/1359417/2021 (B/Victoria-Linie)-ähnlicher Stamm - B/Phuket/3073/2013 (B/Yamagata-Linie)-ähnlicher Stamm Lebend-attenuierte Impfstoffe - A/Victoria/2570/2019 (H1N1)pdm09-ähnlicher Stamm - A/Darwin/9/2021 (H3N2)-ähnlicher Stamm - B/Austria/1359417/2021 (B/Victoria-Linie)-ähnlicher Stamm - B/Phuket/3073/2013 (B/Yamagata-Linie)-ähnlicher Stamm | 2022         | Hühnereikulturen-basierte bzw. lebend-attenuierte Influenza-Impfstoffe: - A/Victoria/2570/2019 (H1N1)pdm09-ähnlicher Stamm - A/Darwin/9/2021 (H3N2)-ähnlicher Stamm - B/Austria/1359417/2021 (B/Victoria Linie)-ähnlicher Stamm im Vierfachimpfstoff außerdem: - B/Phuket/3073/2013 (B/Yamagata Linie)-ähnlicher Stamm zell- oder rekombinant-basierte Influenza-Impfstoffe: - A/Wisconsin/588/2019 (H1N1)pdm09-ähnlicher Stamm - A/Darwin/6/2021 (H3N2)-ähnlicher Stamm - B/Austria/1359417/2021 (B/Victoria Linie)-ähnlicher Stamm im Vierfachimpfstoff außerdem: - B/Phuket/3073/2013 (B/Yamagata Linie)-ähnlicher Stamm     |
| 2021/2022     | Hühnereikulturen-basierte bzw. lebend-attenuierte Influenza-Impfstoffe: - A/Victoria/2570/2019 (H1N1)pdm09-ähnlicher Stamm - A/Cambodia/e0826360/2020 (H3N2)-ähnlicher Stamm - B/Washington/02/2019 (B/Victoria Linie)-ähnlicher Stamm im Vierfachimpfstoff außerdem: - B/Phuket/3073/2013 (B/Yamagata Linie)-ähnlicher Stamm zellbasierte Influenza-Impfstoffe: - A/Wisconsin/588/2019 (H1N1)pdm09-ähnlicher Stamm - A/Cambodia/e0826360/2020 (H3N2)-ähnlicher Stamm - B/Washington/02/2019 (B/Victoria Linie)-ähnlicher Stamm im Vierfachimpfstoff außerdem: - B/Phuket/3073/2013 (B/Yamagata Linie)-ähnlicher Stamm | 2021         | Hühnereikulturen-basierte bzw. lebend-attenuierte Influenza-Impfstoffe: - A/Victoria/2570/2019 (H1N1)pdm09-ähnlicher Stamm - A/Hongkong/2671/2019 (H3N2)-ähnlicher Stamm - B/Washington/02/2019 (B/Victoria Linie)-ähnlicher Stamm im Vierfachimpfstoff außerdem: - B/Phuket/3073/2013 (B/Yamagata Linie)-ähnlicher Stamm zell- oder rekombinant-basierte Influenza-Impfstoffe: - A/Wisconsin/588/2019 (H1N1)pdm09-ähnlicher Stamm - A/Hongkong/45/2019 (H3N2)-ähnlicher Stamm - B/Washington/02/2019 (B/Victoria Linie)-ähnlicher Stamm im Vierfachimpfstoff außerdem: - B/Phuket/3073/2013 (B/Yamagata Linie)-ähnlicher Stamm |
| 2020/2021     | Hühnereikulturen-basierte bzw. lebend-attenuierte Influenza-Impfstoffe: - A/Guangdong-Maonan/SWL1536/2019 (H1N1)pdm09-ähnlicher Stamm - A/Hong Kong/2671/2019 (H3N2)-ähnlicher Stamm - B/Washington/02/2019-ähnlicher Stamm (B/Victoria Linie) im Vierfachimpfstoff außerdem: - B/Phuket/3073/2013 (B/Yamagata Linie)-ähnlicher Stamm zellbasierte Influenza-Impfstoffe: - A/Hawaii/70/2019 (H1N1)pdm09-ähnlicher Stamm - A/Hong Kong/45/2019 (H3N2)-ähnlicher Stamm - B/Washington/02/2019-ähnlicher Stamm (B/Victoria Linie) im Vierfachimpfstoff außerdem: - B/Phuket/3073/2013-ähnlicher Stamm (B/Yamagata Linie) | 2020         | - A/Brisbane/02/2018 (H1N1)pdm09-ähnlicher Stamm - A/South Australia/34/2019 (H3N2)-ähnlicher Stamm - B/Washington/02/2019-ähnlicher Stamm (B/Victoria/2/87-Linie) im Vierfachimpfstoff außerdem: - B/Phuket/3073/2013-ähnlicher Stamm (B/Yamagata/16/88-Linie) |
| 2019/2020     | - A/Brisbane/02/2018 (H1N1)pdm09-ähnlicher Stamm - A/Kansas/14/2017 (H3N2)-ähnlicher Stamm - B/Colorado/06/2017-ähnlicher Stamm (B/Victoria/2/87-Linie) im Vierfachimpfstoff außerdem: - B/Phuket/3073/2013-ähnlicher Stamm (B/Yamagata/16/88-Linie) | 2019         | - A/Michigan/45/2015 (H1N1)pdm09-ähnlicher Stamm - A/Switzerland/8060/2017 (H3N2)-ähnlicher Stamm - B/Colorado/06/2017-ähnlicher Stamm (B/Victoria/2/87-Linie) im Vierfachimpfstoff außerdem: - B/Phuket/3073/2013-ähnlicher Stamm (B/Yamagata/16/88-Linie) |
| 2018/2019     | - A/Michigan/45/2015 (H1N1)pdm09-ähnlicher Stamm - A/Singapore/INFIMH-16-0019/2016 (H3N2)-ähnlicher Stamm - B/Colorado/06/2017-ähnlicher Stamm (B/Victoria/2/87-Linie) im Vierfachimpfstoff außerdem: - B/Phuket/3073/2013-ähnlicher Stamm (B/Yamagata/16/88-Linie) | 2018         | - A/Michigan/45/2015 (H1N1)pdm09-ähnlicher Stamm - A/Singapore/INFIMH-16-0019/2016 (H3N2)-ähnlicher Stamm - B/Phuket/3073/2013-ähnlicher Stamm im Vierfachimpfstoff außerdem: - B/Brisbane/60/2008-ähnlicher Stamm |

Entsprechend dieser Empfehlung entwickelt die Industrie Influenzaimpfstoffe, die zunächst durch den Ausschuss für Humanarzneimittel (CHMP) bei der Europäischen Arzneimittelagentur (EMA) wissenschaftlich bewertet werden. Die Europäische Kommission entscheidet anschließend über die Zulassung für den Bereich der Europäischen Union. Schließlich geben die nationalen Behörden davon für den heimischen Markt bestimmte Impfstoffe frei. Über Jahre hinweg waren es meistens Kombinationen der drei Subtypen A/H1N1, A/H3N2 und B (trivalenter Influenzaimpfstoff, engl.: TIV). Das US-amerikanische CDC erklärte zu Beginn der Saison 2018/2019 der nördlichen Hemisphere mit Bezug auf das Advisory Committee on Immunization Practices (ACIP), keiner der verschiedenen Arten von Influenzaimpfstoff sei einem anderen vorzuziehen. Als sich allerdings die sehr geringe Wirksamkeit des für die Saison 2017/2018 hergestellten Impfstoffs herausstellte, empfahl im Januar 2018 für Deutschland die STIKO, zum quadrivalenten Impfstoff (englisch: QIV) aus zwei A- und zwei B-Stämmen überzugehen. Quadrivalente Influenzaimpfstoffe sind seitdem bis auf weiteres für Versicherte der gesetzlichen Krankenversicherung Deutschlands Standard. Die WHO dagegen blieb im Februar 2018 bei der Einschätzung der CDC, für die nördliche Hemisphäre sei TIV in gleicher Weise wie QIV geeignet.
Auch falls der erwartete Subtyp einer Saison (beispielsweise A/California/7/2009 des Typs H1N1) derselbe ist wie der im Vorjahr, hat der für diese Saison angebotene Impfstoff meist eine etwas andere Antigen-Zusammensetzung, da sich die Viren in der Regel inzwischen durch Antigendrift verändert haben. Gelegentlich entsteht außerdem durch Antigenshift ein neuer Subtyp, der den bisherigen Subtyp ersetzen oder ergänzen kann.

### In Deutschland aktuell zugelassene Impfstoffe
Daten zu früheren Jahren siehe Influenzaimpfstoff
Für die Saison 2021/2022 wurden durch das Paul-Ehrlich-Institut gemäß den Empfehlungen der WHO und der Bewertung durch das CHMP folgende Influenzaimpfstoffe zugelassen:
| Handelsname               | Impfstoffart                                        | Anwendungsart                    | Anwendungsalter                   |
| ------------------------- | --------------------------------------------------- | -------------------------------- | --------------------------------- |
| Afluria Tetra             | Spaltvirus, inaktiviert, tetravalent                | intramuskulär                    | ab 18 Jahren                      |
| Efluelda                  | Spaltvirus, inaktiviert                             | intramuskulär oder subkutan      | ab 60 Jahren                      |
| Fluad Tetra 2021/2022     | Subunit, inaktiviert, tetravalent                   | intramuskulär                    | ab 65 Jahren                      |
| Fluarix Tetra             | Spaltvirus, inaktiviert, tetravalent                | intramuskulär                    | ab 6 Monaten                      |
| Flucelvax Tetra 2021/2022 | Subunit, inaktiviert, tetravalent, aus Zellkulturen | intramuskulär                    | ab 2 Jahren                       |
| Fluenz Tetra 2021/2022    | lebend-attenuiert, tetravalent                      | intranasal                       | ab 2 bis einschließlich 17 Jahren |
| Influsplit Tetra          | Spaltvirus, inaktiviert, tetravalent                | intramuskulär                    | ab 6 Monaten                      |
| Influvac 2021/2022        | Subunit, inaktiviert                                | intramuskulär oder tief subkutan | ab 6 Monaten                      |
| Influvac Tetra 2021/2022  | Subunit, inaktiviert, tetravalent                   | intramuskulär oder tief subkuta  | ab 6 Monaten                      |
| Supemtek                  | rekombinant, tetravalent                            | intramuskulär                    | ab 18 Jahren                      |
| Vaxigrip Tetra            | Spaltvirus, inaktiviert, tetravalent                | intramuskulär, subkutan          | ab 6 Monaten                      |
| Xanaflu Tetra 2021/2022   | Subunit, inaktiviert, tetravalent                   | intramuskulär oder tief subkutan | ab 6 Monaten                      |

### Herstellung des Impfstoffs
Weitere Details siehe Influenzaimpfstoff

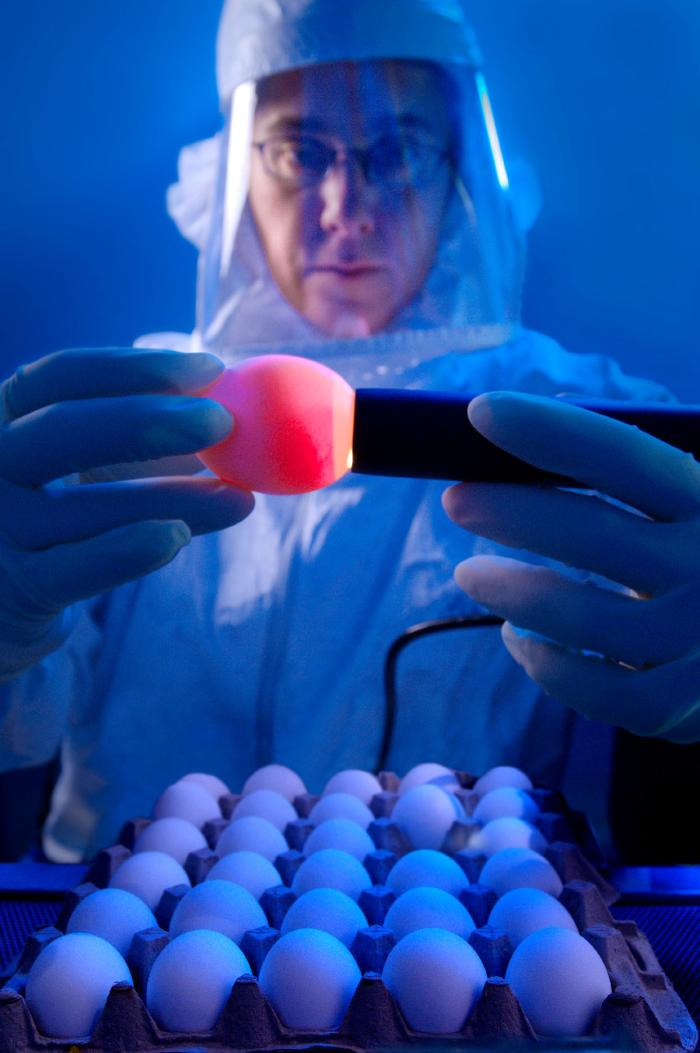
Untersuchung eines embryonierten Hühnereis vor der Infektion

Die Herstellung von Influenzaimpfstoffen erfolgt in infizierten embryonierten Hühnereiern oder in Zellkulturen von Vero-Zellen mit anschließender Virusisolierung. Inaktivierte Viren werden mit Formaldehyd oder β-Propiolacton fixiert, Spaltimpfstoffe werden zusätzlich mit einem Tensid gespalten. Eine Impfdosis enthält in der Regel jeweils etwa 15 μg Hämagglutinin jeder der Impfstämme des jeweiligen Produktionsjahres.

### Impfmodus
Impfungen gegen Influenza müssen jedes Jahr neu erfolgen, denn gegen die unter dem Selektionsdruck der Herdenimmunität veränderten Viren (siehe genetische Drift) sind die Impfstoffe des Vorjahres meist kaum wirksam. Die große Veränderlichkeit des Grippevirus (v. a. seiner Oberflächenproteine – siehe bei Influenza im Abschnitt:Epidemien/Pandemien und bei Immunsystem) stellt an Entwicklung und Verteilung der Impfstoffe große Anforderungen.

## Geschichte
1936 wurden erstmals neutralisierende Antikörper im Blut von Menschen nach Infektion mit dem Influenzavirus nachgewiesen. Schon in den beiden Jahren danach begannen Versuche, Soldaten durch Injektion inaktivierter Influenzaviren vom Typ A/H1N1 vor der Influenza zu schützen. Klinische Versuche mit abgeschwächten Influenzaviren (englisch live attenuated influenza vaccines, LAIV) in der Zeit von 1935 bis 1941 dagegen führten zunächst nicht zur allgemeinen Anwendung solcher Impfstoffe. 1936 entwickelte der sowjetische Virologe Anatoli Smorodinzew den ersten Lebendgrippeimpfstoff. Die Massenherstellung des Impfstoffs erfolgte zunächst durch die 1944 entwickelte Vermehrung in Hühnereiern, während die fünf Jahre später entwickelte Vermehrung in Zellkulturen noch keine Verwendung fand. 1942 wurde erstmals bivalenter Impfstoff aus inaktivierten Viren vom Typ A und Typ B in den USA lizenziert, in der allgemeinen Bevölkerung eingesetzt und in größeren Studien die Wirksamkeit nachgewiesen. Zur Aufklärung von Fällen fehlender Wirksamkeit richtete die WHO 1952 ein erstes System zur Überwachung (englisch: surveillance) der Impfwirkung ein. Seitdem berücksichtigen die Empfehlungen der Zusammensetzung der Influenzaimpfstoffe für die jeweils kommende Saison, inwieweit sich in der gerade ablaufenden Saison eine fehlende Übereinstimmung (englisch mismatch) zwischen zirkulierendem Wild-Virus und Impf-Virus ergeben hat. Als 1968 der Virus-Typ A/H3N2 („Hong Kong-Grippe“) zu zirkulieren begann und eine weltweite Pandemie mit hoher Sterblichkeit verursachte, wurden erste trivalente Influenzaimpfstoffe mit Antigenen von zwei Typ A- und einem Typ-B-Virus entwickelt, die seitdem lange Zeit Standard waren. Es wurden nun auch in Europa Influenzaimpfstoffe zugelassen und in der allgemeinen Bevölkerung eingesetzt. Außerdem kamen in dieser Zeit erste Impfstoffe vom split-Typ (Spalt-Vakzinen) in Einsatz. 1976 folgte der erste Einsatz von subunit-Impfstoffen (Untereinheiten-Vakzinen) gegen Influenza. Als Reaktion auf die weltweite Pandemie von 1977/1978 durch den Stamm A/H1N1 wurde die Impfstoff-Herstellung durch „rekombinante DNA-Technik“ beschleunigt. Seit 2003 ist ein Impfstoff mit abgeschwächten Influenzaviren zugelassen, der als Nasenspray angewandt wird, seit 2011 ein anderer, der nicht intramuskulär, sondern intradermal injiziert wird. Wegen der immer noch unbefriedigenden Wirksamkeit und aufwändigen Herstellung auch dieser Impfstoffe wird mit Unterstützung durch internationale Organisationen nach einem „Universalimpfstoff“ gegen Influenza geforscht.